# وزير المالية (هونغ كونغ)
وزير المالية أو أمين المالية (بالكانتونية: 香港特別行政區財政司司長) هو اللقب الذي يحمله وزير حكومة هونغ كونغ والمسؤول عن جميع الأمور الاقتصادية والمالية. يعد المنصب من بين أهم ثلاثة مناصب المسؤولين الرئيسيين في هونغ كونغ إذ يحتل المرتبة الثانية بعد منصب رئيس وزراء هونغ كونغ في ترتيب الأسبقية في الدولة.
تطور المنصب بعيدا عن مكتب أمين الصندوق إبان الاستعمار قبل عام 1940 وأصبح وزير المالية جنبا إلى جنب مع سائر الوزراء، مسؤول أمام مجلس هونغ كونغ التشريعي والرئيس التنفيذي (كان الحاكم قبل نقل سيادة هونغ كونغ عام 1997) عن أفعاله في الإشراف على صياغة وتنفيذ السياسات المالية والاقتصادية.
الأمين المالي هو عضو في المجلس التنفيذي، وبهذه الصفة يقدم المشورة لرئيس هونغ كونغ التنفيذي. وهو مسؤول أيضًا عن تسليم الميزانية السنوية إلى المجلس التشريعي.
الأمين المالي الحالي في هونغ كونغ هو بول تشن. وحتى الآن، يعد المنصب الوحيد بين كبار المسؤولين الثلاثة في الحكومة (رئيس وزراء هونغ كونغ، الأمين المالي، ووزير العدل) الذي لم تشغله امرأة.

## قائمة الوزاء الذين شاغلوا المنصب

### إبان فترة الإستعمار

#### 1842-1844
- إدوارد إلمسلي 1842–1843
- تشارلز إدوارد ستيوارت 1843-1844

### قبل نقل السيادة

#### 1937–1941
| التريب | صورة | الاسم             | تاريخ البداية والنهاية | تاريخ البداية والنهاية | مصادر |
| ------ | ---- | ----------------- | ---------------------- | ---------------------- | ----- |
| 1      |      | سيدني كين 金錫儀  | 9 مارس 1938            | 16 نوفمبر 1939         |       |
| 2      |      | هنري باترز 畢打士 | 20 يونيو 1940          | 25 دجنبر 1941          |       |

#### 1946–1997
| التريب | صورة | الاسم              | تاريخ البداية والنهاية | تاريخ البداية والنهاية | مصادر       |
| ------ | ---- | ------------------ | ---------------------- | ---------------------- | ----------- |
| 3      |      | جيفري فولوز 曾蔭權 | 1 ماي 1946             | 2 ماي 1951             |             |
| 4      |      | آرثر غرينفيل كلارك | 20 فبراير 1952         | 9 أبريل 1961           | [ 1 ]       |
| 5      |      | جون جيمس كاوبرثويت | 17 أبريل 1961          | 30 يونيو 1971          | [ 2 ] [ 3 ] |
| 6      |      | فيليب هادون-كيف    | 1 يوليو 1971           | 31 مايو 1981           | [ 3 ] [ 4 ] |
| 7      |      | جون هنري بريمريدج  | 1 يونيو 1981           | 31 مايو 1986           | [ 4 ] [ 5 ] |
| 8      |      | بيرس جاكوبس        | 1 يونيو 1986           | 11 أغسطس 1991          | [ 5 ] [ 6 ] |
| 9      |      | هاميش ماكلويد      | 12 أغسطس 1991          | 31 أغسطس 1995          | [ 6 ] [ 7 ] |
| 10     |      | دونالد تسانغ       | 1 سبتمبر 1995          | 30 يونيو 1997          | [ 7 ]       |

### بعد نقل السيادة منذ1997
الحزب السياسي:   غير حزبي
| التريب | صورة | الاسم                         | تاريخ البداية والنهاية | تاريخ البداية والنهاية | المدة             |
| ------ | ---- | ----------------------------- | ---------------------- | ---------------------- | ----------------- |
| 1      |      | دونالد تسانغ 曾蔭權           | 1 يوليوز 1997          | 30 أبريل 2001          | 3 سنوات و303 أيام |
| 2      |      | أنتوني ليونغ كام-تشونغ 梁錦松 | 1 ماي 2001             | 16 يوليو 2003          | 2 سنوات و76 أيام  |
| 3      |      | هنري تانغ ينغ-ين 唐英年       | 4 غشت 2003             | 30 يونيو 2007          | 3 سنوات، 348 يومًا |
| 4      |      | جون تسانغ تشون واه 曾俊華     | 1 يوليو 2007           | 16 يناير 2017          | 9 سنوات و199 أيام |
| 5      |      | بول تشن 陳茂波                | 16 يناير 2017          | الحالي                 | 8 سنوات و66 أيام  |

1. ↑  تم الاستقالة في 12 ديسمبر 2016، اعتبارًا من 16 يناير 2017، وشغل KC Chan منصب الأمين المالي القائم بأعمال من 13 ديسمبر ، 2016 وحتى 16 يناير 2017.

## هرم المسؤولين الرئيسيين
يعد منصب وزير المالية ثاني منصب في الترتيب الهرمي للمسؤولية في هونغ كونغ بعد رئيس وزراء هونغ كونغ، للعمل من أجل سد الفراغ السياسي لرئيس هونغ كونغ التنفيذي عندما يكون في إجازة أو خارج هونغ كونغ أو عندما يكون المنصب شاغرا بشكل مؤقت.

## وصلات خارجية
- وزارة المالية (بالإنجليزية)